# 401年
| 千纪： | 1千纪 |
| 世纪： | 4世纪 \| 5世纪 \| 6世纪 |
| 年代： | 370年代 \| 380年代 \| 390年代 \| 400年代 \| 410年代 \| 420年代 \| 430年代 |
| 年份： | 396年 \| 397年 \| 398年 \| 399年 \| 400年 \| 401年 \| 402年 \| 403年 \| 404年 \| 405年 \| 406年                                                                                              |
| 纪年： | 辛丑年（牛年）；东晋隆安五年；后燕长乐三年，光始元年；后秦弘始三年；北魏天兴四年；后凉咸寧三年，神鼎元年；南凉建和二年；北凉天玺三年，永安元年；南燕建平二年；西涼庚子二年；高句丽永乐十一年 |

## 大事记
- 中国
  - 沮渠蒙遜杀段业篡位为北凉皇帝。
  - 吕超杀呂纂，拥呂隆为后凉君主。
  - 秃发利鹿孤称河西王。
  - 後秦統治者姚興出兵涼州討伐後涼呂隆勝利後，迎鳩摩羅什入長安西明閣和逍遙園從事翻譯。
  - 二月，孫恩再度登陸，進攻句章，為劉牢之所敗，又再撤回海上。孫恩於是轉攻北面的海鹽，為劉裕所敗，於是改攻滬瀆（今上海），攻下了滬瀆壘，首將袁山松遇害。
  - 六月，孫恩從海路進至京口，圖取東晉京師建康，但當知道司馬尚之已到建康且劉牢之也回軍，不敢進攻，於是撤退，南逃過程大敗於劉裕，於是在浹口再逃入海中。
  - 八月，左將軍慕容國與殿中將軍秦輿、段贊等人密謀暗殺慕容盛，卻東窗事發，眾人皆被誅，軍中大亂。最終平亂時，慕容盛本人卻身中暗器，傷重不治，群臣希望慕容盛之弟慕容元繼位，但慕容熙被慕容盛之母丁太后密迎入宮即天王位，慕容元被賜死。
- 西罗马帝国
  - 西哥特人亚拉里克一世开始入侵意大利北部。
- 其他
  - 鸠摩罗什抵达长安。
  - 12月22日——諾森一世当任教宗。

## 出生
- 4月——狄奧多西二世，拜占庭皇帝（450年去世，49岁）

## 逝世
- 9月13日——後燕昭武帝慕容盛，後燕惠愍帝慕容寶庶長子。
- 12月19日——聖達西一世，教宗
- 段业，北凉君主
- 呂纂，后凉君主
- 車胤，歷任中書侍郎、侍中、護軍將軍，官至吳興太守，加輔國將軍，遷吏部尚書，因不滿司馬元顯擅權，被令自殺。
- 慕容定，後燕昭武帝慕容盛長子，叔父慕容熙即位後遭其殺害。
- 慕容元，慕容寶的第四子。